# 알아인 국립박물관

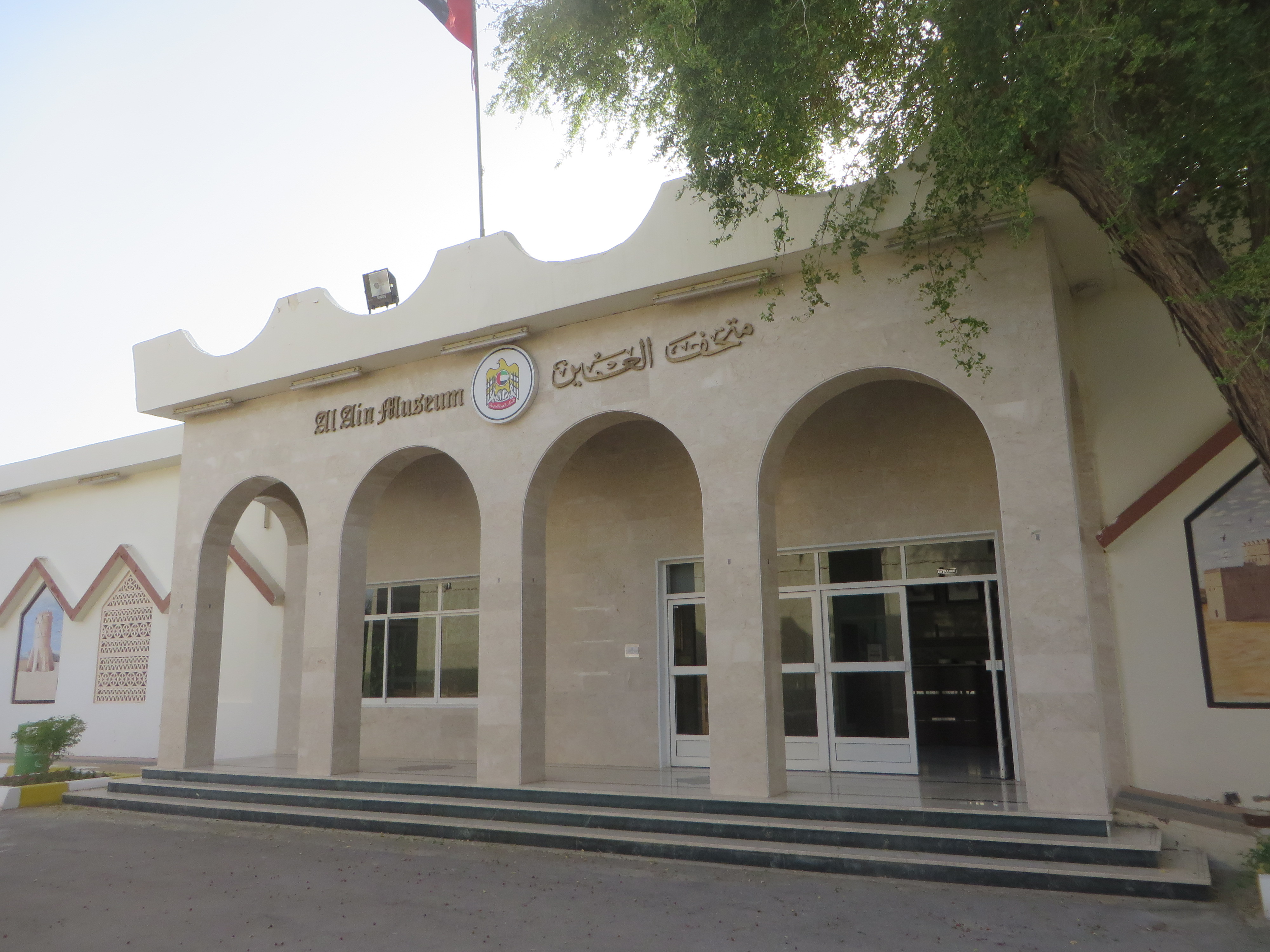

알아인 국립박물관은 아랍에미리트 아부다비 토후국의 알아인에 있는 박물관이다. 아랍에미리트에서 가장 오래된 알아인 국립박물관은 동부 포트(술탄 포트) 옆에 위치하고 있다. 알아인에 있는 가장 큰 오아시스인 알아인 오아시스의 동쪽에 있다.